# Sénateurs représentant les Français établis hors de France
Les sénateurs représentant les Français établis hors de France, au nombre de 12, étaient jusqu'en 2012 les seuls parlementaires qui étaient élus à ce titre par ces Français. Depuis la réforme constitutionnelle de juillet 2008, l'article 24 de la Constitution prévoit que « les Français établis hors de France sont représentés à l'Assemblée nationale et au Sénat ». Dès lors, les Français établis hors de France sont représentés à la fois par des sénateurs et des députés, les premiers députés représentant les Français établis hors de France ayant été élus lors des élections législatives françaises de 2012.
Les grands électeurs qui élisent les sénateurs au scrutin proportionnel étaient jusqu'à l'élection de 2011 les 155 conseillers de l'Assemblée des Français de l'étranger, élus par moitié tous les 3 ans. Depuis la loi du 22 juillet 2013 réformant la représentation des Français établis hors de France avec la mise en place de conseils consulaires au sein des missions diplomatiques, les sénateurs sont élus par un collège de 533 membres composé des 442 conseillers consulaires élus en mai 2014 dans les circonscriptions consulaires du monde entier, des 68 délégués consulaires élus en même temps dans les circonscriptions ayant le plus de Français inscrits au registre mondial et des députés et sénateurs les représentant.

## Conseillers de la République et sénateurs de laIVeRépublique

### Conseillers de la République et sénateurs représentant les Français de l'étranger
| Conseiller de la République ou sénateur | Début mandat | Fin mandat | Parti |
| --------------------------------------- | ------------ | ---------- | ----- |
| Marcel Baron                            | 1947         | 1948       | COM   |
| Henri Longchambon                       | 1947         | 1959       | GD    |
| Marius Viple                            | 1947         | 1949       | SOC   |
| Ernest Pezet                            | 1948         | 1958       | MRP   |
| André Armengaud                         | 1949         | 1958       | RI    |

### Conseillers de la République et sénateurs représentant les Français auMaroc
| Conseiller de la République ou sénateur | Début mandat | Fin mandat | Parti |
| --------------------------------------- | ------------ | ---------- | ----- |
| Marcel Gatuing                          | 1946         | 1955       | MRP   |
| Jean Jullien                            | 1946         | 1948       | PRL   |
| Jean Léonetti                           | 1946         | 1958       | SFIO  |
| Louis Gros                              | 1948         | 1958       | RI    |
| Antoine Béthouart                       | 1955         | 1958       | MRP   |

### Conseiller de la République et sénateurs représentant les Français d'Indochine
| Conseiller de la République ou sénateur | Début mandat | Fin mandat | Parti |
| --------------------------------------- | ------------ | ---------- | ----- |
| Antoine Avinin                          | 1948         | 1952       | GD    |
| Léon Motais de Narbonne                 | 1952         | 1958       | MRP   |

### Conseillers de la République et sénateurs représentant les Français deTunisie
| Conseiller de la République ou sénateur | Début mandat | Fin mandat | Parti |
| --------------------------------------- | ------------ | ---------- | ----- |
| Louis Brunet                            | 1947         | 1952       | GD    |
| Antoine Colonna                         | 1947         | 1958       | GD    |
| Gabriel Puaux                           | 1952         | 1958       | MRP   |

## Anciens sénateurs de laVeRépublique
| Sénateur                   | Début mandat | Fin mandat | Parti                  |
| -------------------------- | ------------ | ---------- | ---------------------- |
| André Armengaud            | 1959         | 1974       | RI                     |
| Kalliopi Ango Ela          | 2012         | 2014       | ADFE-Groupe écologiste |
| Jean-Pierre Bansard        | 2017         | 2018       | ASFE, DVD              |
| Jean Barras                | 1986         | 1990       | RPR                    |
| Jean-Pierre Bayle          | 1983         | 1992       | ADFE-PS                |
| Antoine Béthouart          | 1959         | 1971       | UCDP                   |
| Pierre Biarnès             | 1989         | 2008       | ADFE-SOC puis CRC      |
| Paulette Brisepierre       | 1989         | 2008       | RFE-UMP                |
| Maurice Carrier            | 1959         | 1974       | UNR                    |
| Monique Cerisier-ben Guiga | 1992         | 2011       | ADFE-SOC               |
| Christian Cointat          | 2001         | 2014       | UFE-UMP                |
| Pierre Croze               | 1971         | 1998       | RI                     |
| Charles de Cuttoli         | 1974         | 2001       | RPR                    |
| Hubert Durand-Chastel      | 1990         | 2004       | UMP                    |
| André Ferrand              | 1998         | 2014       | UFE-UMP                |
| André Gaspard              | 1998         | 1998       | RI                     |
| Louis Gros                 | 1959         | 1977       | RI                     |
| Michel Guerry              | 2001         | 2011       | UMP                    |
| Jacques Habert             | 1969         | 1998       | NI                     |
| Henri Longchambon          | 1959         | 1969       | GD                     |
| André Maman                | 1992         | 2001       | UC                     |
| Léon Motais de Narbonne    | 1959         | 1971       | UCDP                   |
| Paul d'Ornano              | 1974         | 2001       | RPR                    |
| Guy Penne                  | 1986         | 2004       | ADFE-PS                |
| Jacques Rosselli           | 1971         | 1974       | UCDP                   |
| Olivier Roux               | 1983         | 1992       | UC                     |
| Edmond Sauvageot           | 1974         | 1977       | RI                     |
| Jean-Pierre Cantegrit      | 1977         | 2017       | UMP                    |
| Robert del Picchia         | 1998         | 2021       | UMP                    |
| Jacky Deromedi             | 2014         | 2021       | UMP                    |
| Louis Duvernois            | 2001         | 2017       | UMP                    |
| Joëlle Garriaud-Maylam     | 2004         | 2023       | UMP                    |
| Christiane Kammermann      | 2004         | 2017       | UMP                    |
| Claudine Lepage            | 2008         | 2021       | PS                     |
| Damien Regnard             | 2018         | 2023       | LR                     |
| Richard Yung               | 2004         | 2021       | PS puis LREM           |
| Xavier de Villepin         | 1986         | 2004       | UFE-UMP                |
| Frédéric Wirth             | 1977         | 1986       | UC                     |

## Sénateurs actuels

### Élections sénatoriales de 2014
| Nom | Nom                     | Parti | Groupe |
| --- | ----------------------- | ----- | ------ |
|     | Claudine Lepage         | PS    | SOC    |
|     | Richard Yung            | PS    | SOC    |
|     | Olivier Cadic           | UDI   | UDI-UC |
|     | Robert del Picchia      | DVD   | UMP-R. |
|     | Christophe-André Frassa | LR    | UMP    |
|     | Jacky Deromedi          | LR    | UMP    |

### Élections sénatoriales de 2017
| Nom | Nom                                            | Parti    | Groupe |
| --- | ---------------------------------------------- | -------- | ------ |
|     | Hélène Conway-Mouret                           | ADFE-PS  | SOCR   |
|     | Jean-Yves Leconte                              | ADFE-PS  | SOCR   |
|     | Évelyne Renaud-Garabedian                      | ASFE-DVD | LR-R.  |
|     | Jean-Pierre Bansard (jusqu'au 27 juillet 2018) | ASFE-DVD | LR-R.  |
|     | Damien Regnard (à partir du 28 juillet 2018)   | LR       | LR     |
|     | Ronan Le Gleut                                 | LR       | LR     |
|     | Joëlle Garriaud-Maylam                         | UFE-LR   | LR     |

### Élections sénatoriales de 2021
Élections reportées en 2021 au lieu de 2020 en raison de la pandémie de Covid-19. Le mandat est réduit à 5 ans au lieu de 6, pour un renouvellement en 2026.
| Nom | Nom                     | Parti | Groupe |
| --- | ----------------------- | ----- | ------ |
|     | Jean-Pierre Bansard     | ASFE  | LR-R.  |
|     | Olivier Cadic           | UDI   | UC     |
|     | Samantha Cazebonne      | LREM  | RDPI   |
|     | Yan Chantrel            | PS    | SER    |
|     | Christophe-André Frassa | LR    | LR     |
|     | Mélanie Vogel           | EÉLV  | GEST   |

### Élections sénatoriales de 2023
| Nom | Nom                       | Parti | Groupe |
| --- | ------------------------- | ----- | ------ |
|     | Hélène Conway-Mouret      | PS    | SER    |
|     | Ronan Le Gleut            | LR    | LR     |
|     | Mathilde Ollivier         | EÉLV  | GEST   |
|     | Évelyne Renaud-Garabedian | ASFE  | LR-R.  |
|     | Jean-Luc Ruelle           | ASFE  | LR-R.  |
|     | Olivia Richard            | DVC   | UC     |